# Kauwberg
De Kauwberg is een seminatuurlijke groene omgeving in Ukkel in het Brussels Hoofdstedelijk Gewest met een oppervlakte van 53 hectare.
Het natuurgebied ligt ten oosten van het Sauvagèrepark en de begraafplaats van Verrewinkel en omvat onder andere een voormalige zandgroeve, weilanden, bossen en moerassen. In 1994 slaagde de natuurbeheerder SOS Kauwberg erin om 22 van de 53 hectare als natuurgebied geklasseerd te krijgen en in 2001 werd het gehele gebied als groene zone erkend door het PRAS (Plan Régional d'Affectation du Sol of GBP, Gewestelijk Bestemmingsplan). Het gebied is onderdeel van de bossen en open gebieden in het zuiden van het Brussels Gewest, een habitatrichtlijngebied van Natura 2000.

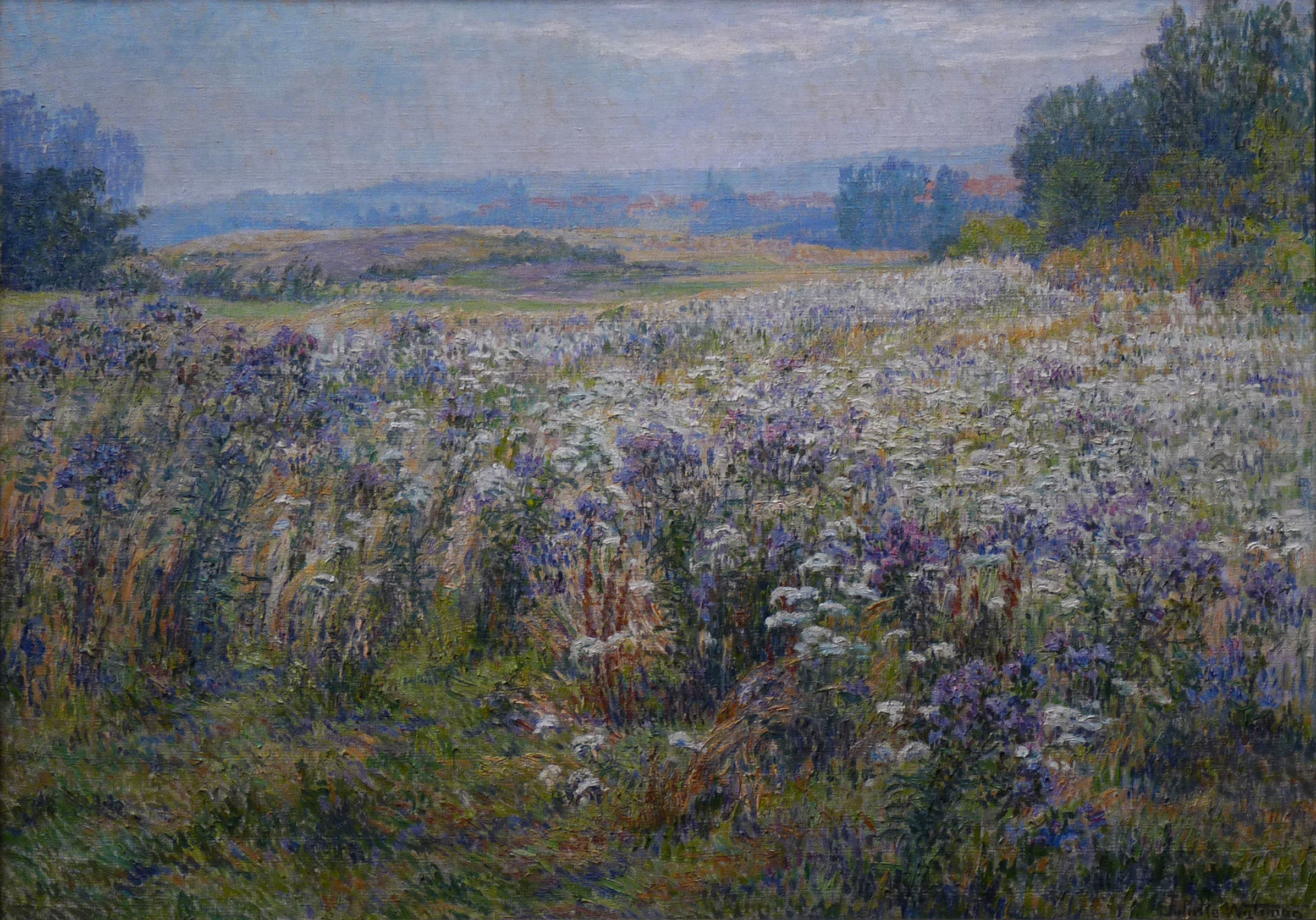
Heide op de Kauwberg, geschilderd eind 19e eeuw door Juliette Wytsman